# Ettore Bastico
Ettore Bastico (Bologna, 9 aprile 1876 – Roma, 2 dicembre 1972) è stato un generale italiano.

## Biografia
Ettore Bastico entrò nell'Accademia Militare di Modena il 14 ottobre 1894; conseguita la nomina a sottotenente, fu assegnato il 30 ottobre 1896 al 3º Reggimento bersaglieri dove si distinse fin dall'inizio, ed il 21 dicembre 1899 fu promosso tenente nello stesso reggimento. Dopo aver frequentato la Scuola di Guerra ove risultò tra i primi in graduatoria, venne promosso capitano a scelta il 3 settembre 1909 e destinato al 2º Reggimento bersaglieri; è in Libia come osservatore dirigibilista, poi dal 20 marzo 1913 nel Corpo di Stato Maggiore. Vi percorse rapidamente i gradi con promozioni sempre a scelta fino a quello di colonnello. Durante la prima guerra mondiale è ufficiale di Stato Maggiore presso 28ª divisione di fanteria.
Nel 1928 divenne generale. Successivamente prese parte alla guerra d'Etiopia e alla guerra civile spagnola, in cui fu capo del contingente dei volontari d'Italia. Nel maggio 1935 assume il comando della 1ª Divisione CC.NN. "23 marzo" in Africa Orientale. Passò quindi al comando del terzo Corpo d'Armata operante in Etiopia. Nel 1937 fu inviato a comandare il Corpo truppe volontarie italiane nella guerra civile spagnola. Dopo la vittoria nella battaglia di Santander lascia il comando al gen. Mario Berti e rientra in Italia ove gli viene affidata l'organizzazione della motorizzazione dell'Esercito. Assume il comando dell'Armata del Po (6ª Armata).

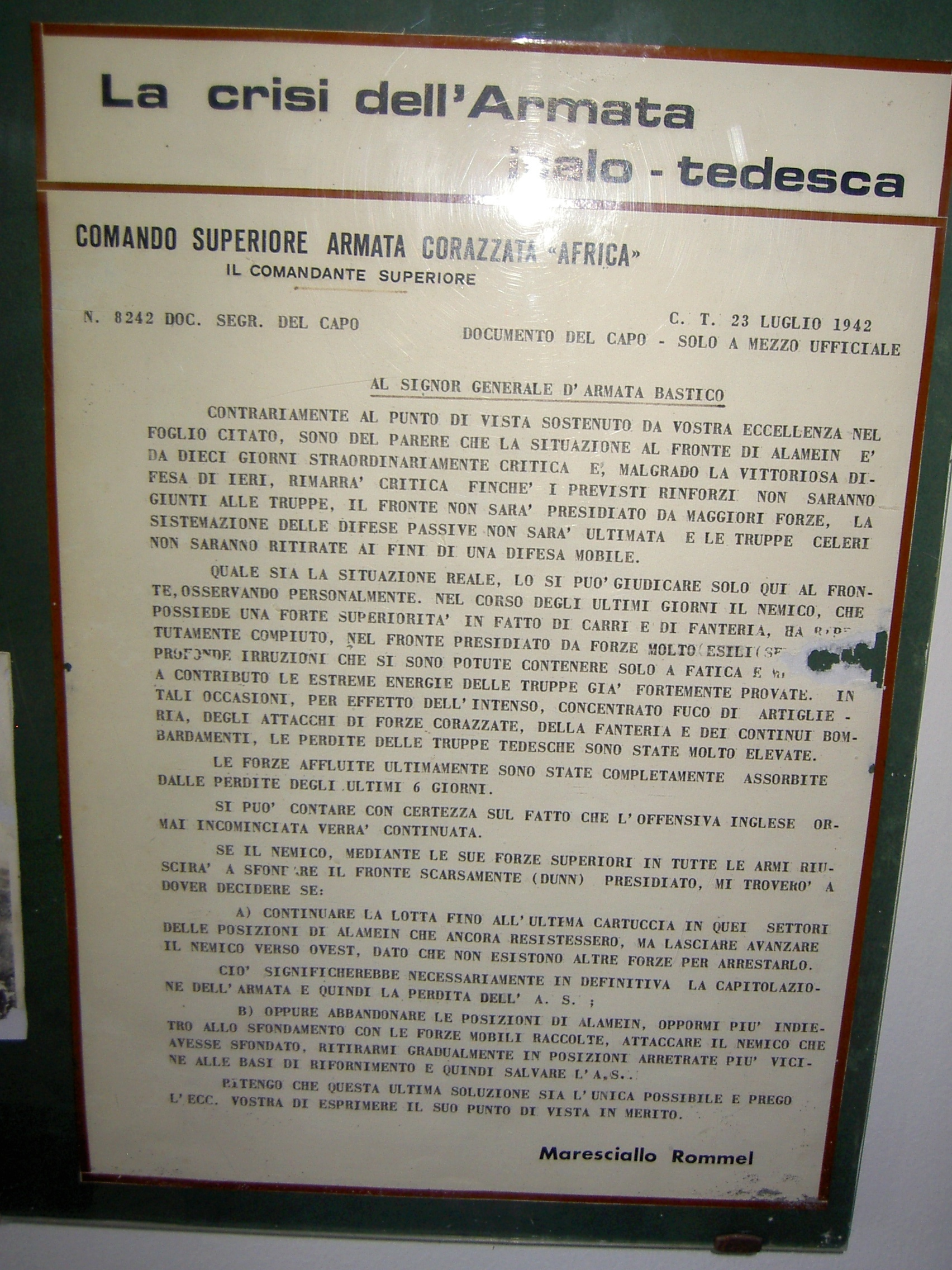
Traduzione di una lettera inviata da Rommel al generale d'armata Bastico il 23 luglio 1942

Nel 1939 fu nominato Senatore nella XXX legislatura del Regno d'Italia. Amico personale di Benito Mussolini, fu governatore delle Isole italiane dell'Egeo dal 10 dicembre 1940 al 19 luglio 1941, giorno in cui sostituì Italo Gariboldi in qualità di governatore della Libia e comandante delle truppe dell'Asse. Come Gariboldi, aveva insegnato arte militare pubblicando le sue lezioni in un saggio dal titolo Evoluzione dell'arte della guerra.
Il suo capo di stato maggiore, Gastone Gambara, era amico di Galeazzo Ciano e una sorta di eroe della guerra di Spagna; per questo i maligni vociferavano della "mafia spagnola", ossia di un gruppo che aveva sfruttato la guerra per ottenere dei vantaggi personali. L'arrivo dei tedeschi fece perdere a Bastico molto prestigio a causa dei contrasti sulla conduzione della guerra con Erwin Rommel che, pur essendo suo subordinato, fu di fatto la mente delle azioni italo-tedesche.
Rommel ne aveva una pessima opinione, lo giudicava "difficile, autocratico e violento"; inoltre diceva di lui e Gambara che erano delle "merde". Nel diario dell'interprete di Rommel, Wilfred Armbruster, questi epiteti furono spesso riportati in particolar modo in occasione della crisi delle fanterie italiane nell'estate del 1942. Tale giudizio di Rommel va letto alla luce degli scontri verbali tra Bastico e lo stesso Rommel; diverbi aspri e duri soprattutto dopo la conquista di Tobruch nel giugno del 1942; Bastico, unitamente al Maresciallo Kesselring, si oppose fermamente ed inutilmente al piano di Rommel d'inseguimento del nemico inglese oltre il confine libico fino a distruggerlo per poi occupare nel più breve tempo possibile il Cairo.
Inoltre, Bastico ed il Maresciallo Cavallero premevano per l'approvazione del "Piano Malta" ("Operazione C3" o Operazione Herkules nella terminologia tedesca) e enfatizzavano l'importanza di una preventiva e immediata occupazione dell'isola prima di una prosecuzione offensiva in Egitto. Il possesso di tale isola da parte degli inglesi consentiva all'Aviazione ed alla Marina Inglese di bloccare tutte le vie di rifornimento dall'Italia verso il continente africano. Lo stesso Rommel nel libro Guerra senza odio scrisse «Nel periodo dal 6 settembre al 23 ottobre, divampò con grande violenza la guerra dei rifornimenti. Il 23 ottobre l'avevamo definitivamente perduta e i britannici, invece, avevano vinto la loro con molta precedenza su di noi».
Dopo la battaglia di El Alamein le forze italo-tedesche furono costrette a ritirarsi continuamente, abbandonando sia la Cirenaica che la Tripolitania (Tripoli cadde il 23 gennaio 1943), e attestandosi in Tunisia; Bastico venne richiamato in patria il 5 febbraio 1943 al momento dello scioglimento ufficiale del Comando Superiore in Libia; il 12 agosto 1942 (dopo le grandi vittorie di Gazala e Tobruch) era stato nominato Maresciallo d'Italia in parte per controbilanciare la nomina a feldmaresciallo di Rommel. Caustico fu, a tal proposito, il commento di Mussolini: «Anche Bastico sarà nominato Maresciallo e dopo di lui altri generali e non escludo anche Navarra, il mio usciere».
Dopo il fallimento delle operazioni di guerra in Africa, il 5 febbraio 1943 fu esonerato dal comando e poi nominato governatore generale onorario della Libia. Dopo l'armistizio dell'8 settembre visse a Roma, agendo in clandestinità fino alla liberazione della Capitale. Al termine della seconda guerra mondiale fu collocato in riserva e scrisse delle opere sulla storia militare. Nel 1957 ricevette la Gran Croce al merito della Repubblica. Morì a Roma il 2 dicembre 1972, all'ospedale militare del Celio.

## Pubblicazioni
- Il ferreo Terzo Corpo in A.O., A. Mondadori, Milano, 1937.